# Saltsjöbadens sjukhus
För olika betydelser av "Badhotellet", se Badhotellet

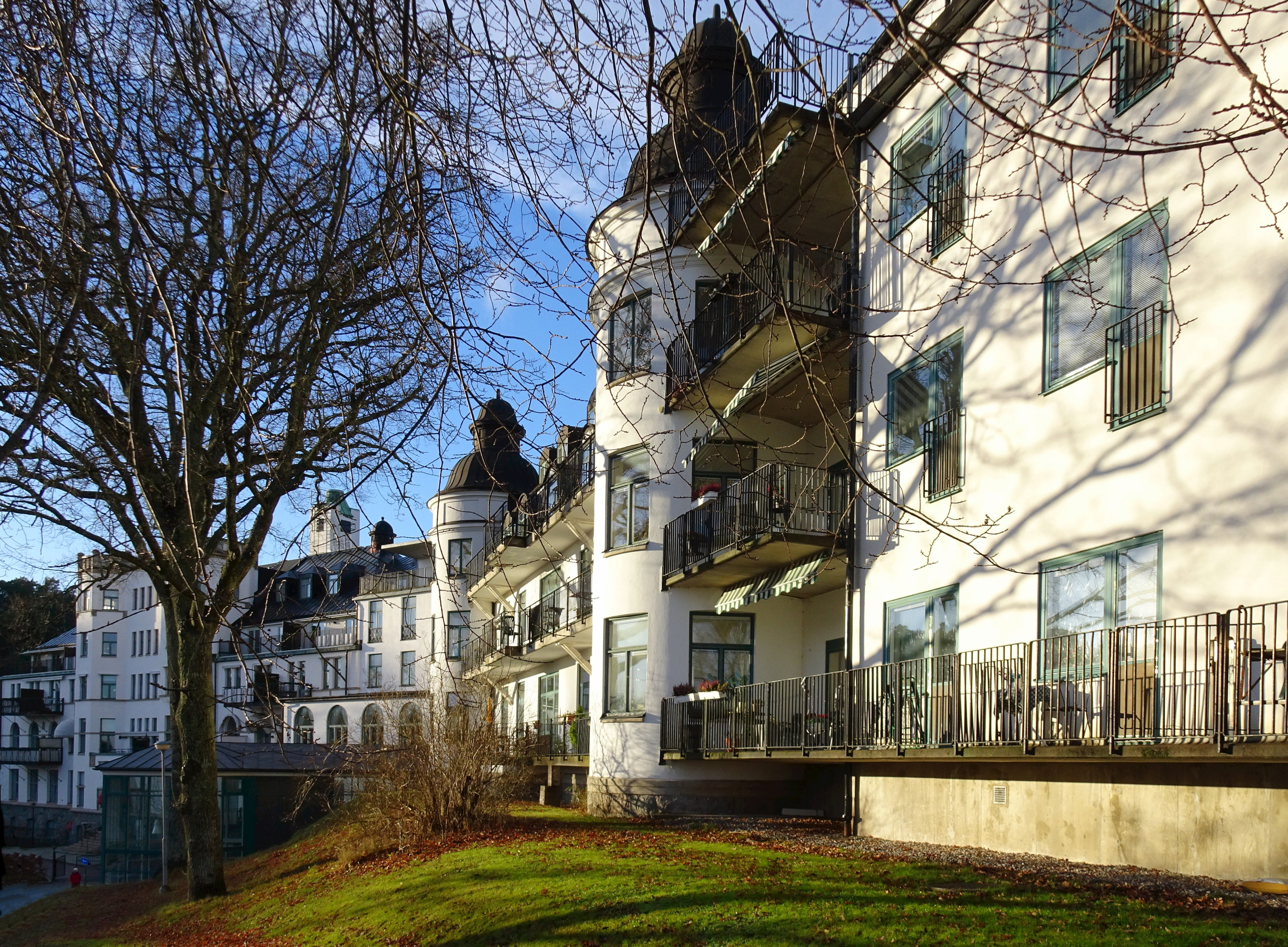
Saltsjöbadens sjukhus i december 2015.

Saltsjöbadens sjukhus (ursprungligen Saltsjöbadens badanstalt eller Saltsjöbadens sanatorium) är ett byggnadskomplex beläget i hörnet Saltsjöpromenaden / Rösundavägen i Saltsjöbaden, Nacka kommun. Anläggningens äldsta delar uppfördes 1903 efter ritningar av arkitekterna Georg A. Nilsson och Ivar Nyqvist och har sedan dess byggts till och om ett flertal gånger. Den ursprungliga huvudbyggnaden innehåller idag Victoriakliniken medan resten är ett privatägt sjukhus som anlitas av kommun och landsting.

## Saltsjöbadens sanatorium

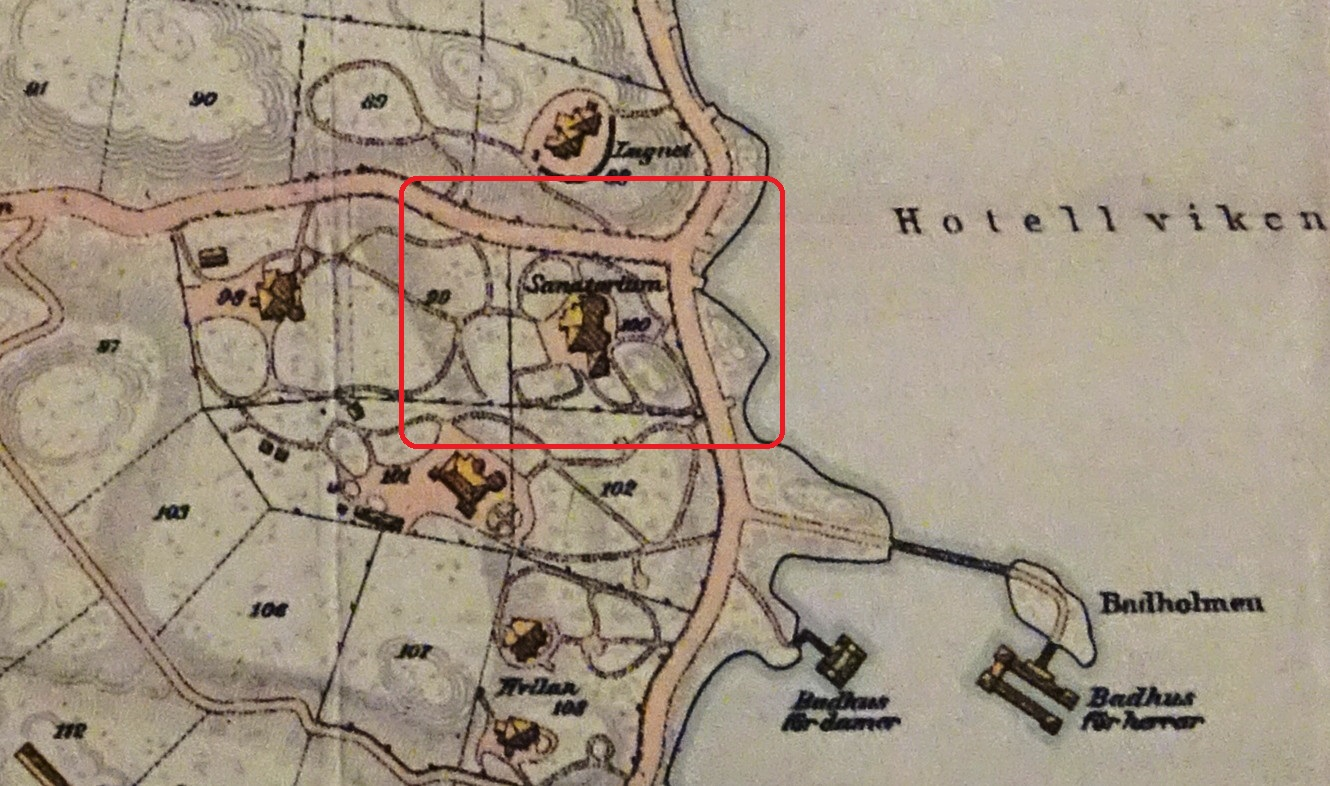
"Sanatorium" 1896.

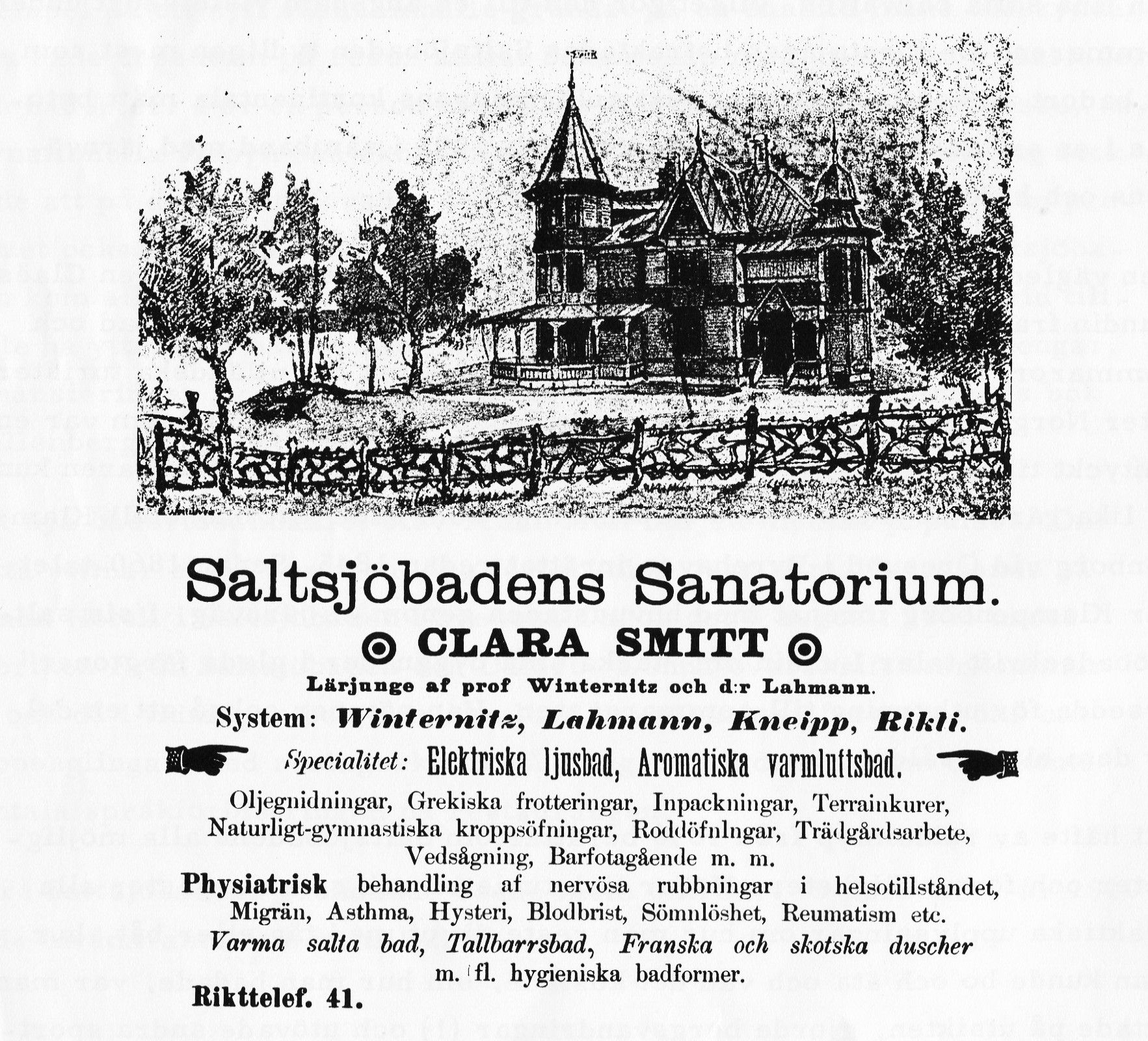
Malmska villan i en annons från 1896.

I den nyanlagda bad- och kurorten Saltsjöbaden öppnade den 1 maj 1895 Saltsjöbadens sanatorium som drevs av den då 32-åriga Clara Emilia Smitt (1863-1928). Hon var sjuksköterska under Grek-turkiska kriget 1897 och blev belönad med Röda korsets minnestecken för sina insatser där.  År 1898 gifte hon sig med Erland Dryselius och därefter hette hennes sanatorium ”Clara Smitt-Dryselius hotell- och ljusbadinstitut”. Patienterna behandlades med elektriska ljusbad, aromatiska varmluftsbad, turkiska oljegnidningar och grekiska frotteringar. I en tidningsannons i Saltsjöbadens Tidning från juni 1896 framgår hela sjukvårdsprogrammet, bland annat ingick roddövningar, trädgårdsarbete, vedsågning och barfotagående.
Verksamheten låg i den numera rivna Malmska villan vid Saltsjöpromenaden / Ringvägen, direkt intill Hotellviken och mittemot Grünewaldvillan. Sanatoriet i Saltsjöbaden hade även en filial vid Birger Jarlsgatan i Stockholm. Clara Smitt var examinerad vattenläkare och gått i lära hos den österrikiske läkaren Wilhelm Winternitz. Hon hörde till Sveriges tidiga kvinnorättsaktivister, skrev artiklar i tidskriften Idun och utgav 1887 boken Kvinnans ställning i samhället: några inlägg i nutidens sociala spörsmål. År 1898 utgav hon Helios, ett tidskrift för andligt och materiellt välbefinnande som utkom i sju nummer.
Ekonomiska svårigheter tvingade Clara Smitt att lägga ner verksamheten i Saltsjöbaden 1902. I december 1902 flyttade paret Smitt/Dryselius till Vingåker i Södermanland där de drev vattenkuranstalten Byle-Wörishofen enligt Sebastian Kneipps hydroterapier. 1903 hade hon Ljusinstitutet Helios vid Riddargatan och 1910 vid Odengatan och 1918 en massage- och ljusklinik i Råsunda. En medarbetare vid Smitts institut och sedermera känd skådespelare var Gösta Ekman, som arbetade en kort tid som springpojke och sedan som anställd.

## Saltsjöbadens sanatorium och badanstalt

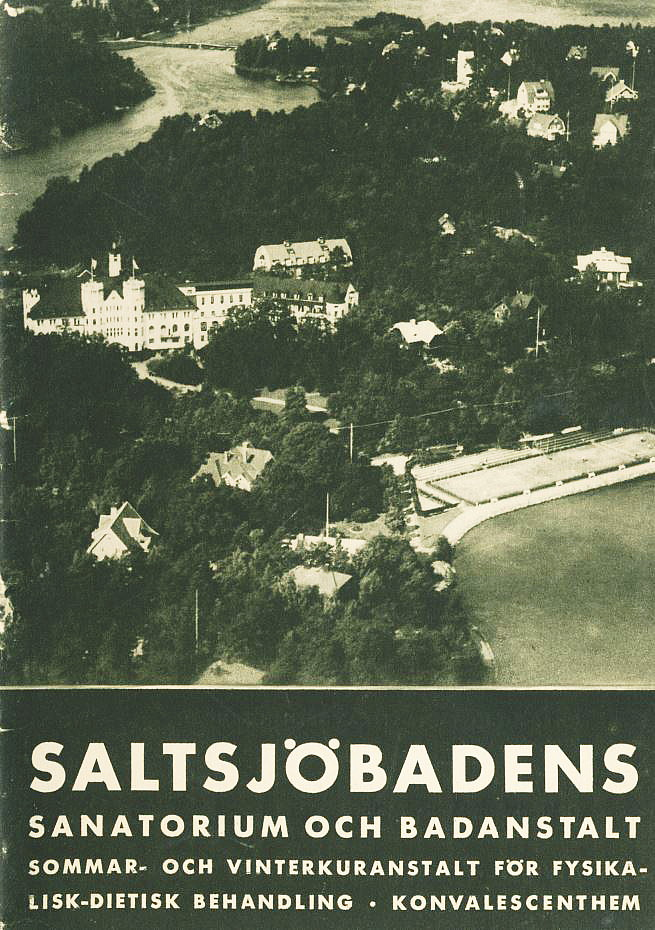
Broschyr från 1920-talet.

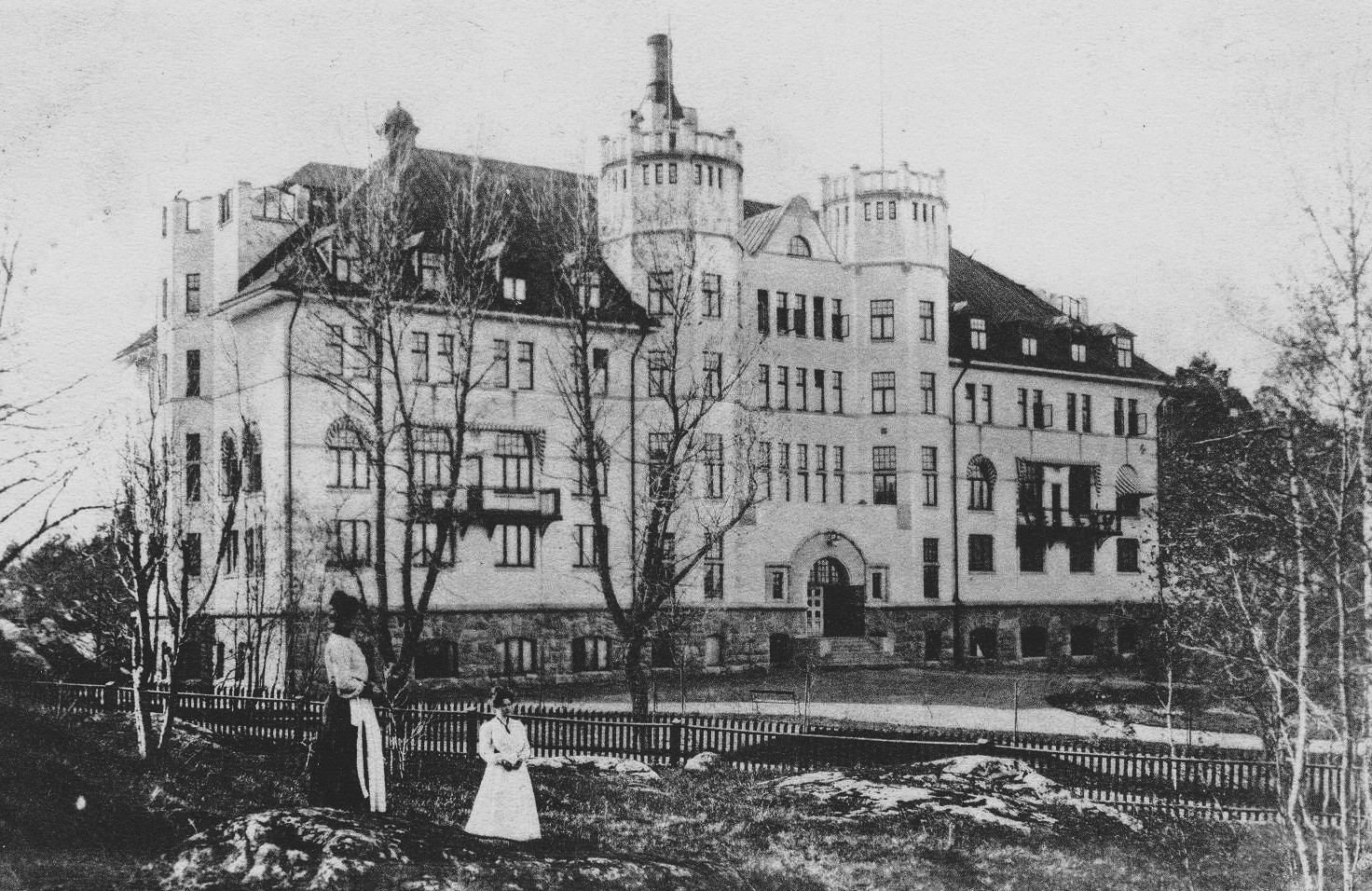
Ursprungsbyggnaden från 1903.

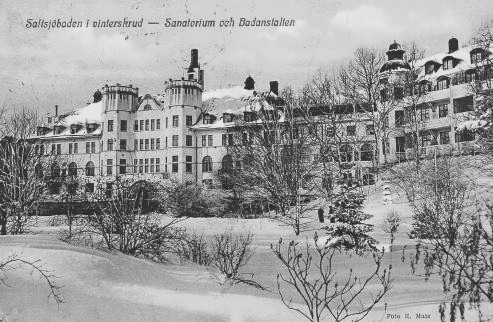
Den utbyggda anläggningen 1917.

Istället för sanatoriet i Malmska villan uppfördes något längre söderut längs Saltsjöpromenaden ett stort badhotell, även kallat "Saltsjöbadens sanatorium och badanstalt", kort Sanatoriet, som övertog Clara Smitts verksamhet och invigdes den 15 juni 1903. Det blev en pampig vitputsad stenbyggnad i sex våningar med tinnar och torn som påminner i sin arkitektur om det närbelägna Grand Hotel Saltsjöbaden. Ritningarna till badhotellet uppgjordes redan 1901 av arkitekterna Georg A. Nilsson och Ivar Nyqvist efter kontinentala förebilder. Nilsson gestaltade de borgliknande fasaderna i en blandning av nyrenässans och jugend. År 1905 förlängdes huset med en flygel mot nordost, som fick ungefär samma utseende som ursprungsbyggnaden, men med stora solverandor mot sydost. Då fanns plats för ungefär 140 gäster i 115 rum.
Byggnaden inrymde bland annat varmbad, gymnastikrum, behandlingsrum, sovrum, matsal och sällskapsrum. Under läkaren Emil Zander gavs behandlingar enligt den ”Zanderska medicomekaniska rörelseterapin” och diverse gymnastikapparater vilka på 1870-talet hade konstruerats av Emil Zanders far, läkaren och ortopeden Gustaf Zander, kom till flitig användning ända fram till 1936 då nya behandlingsmetoder infördes.
Till programmet hörde även ljusbad och behandlingar mot ”reumatiska åkommor, hjärt- och blodsjukdomar, mag- och tarmsjukdomar samt rubbningar i ämnesomsättningen”, som framgick i en samtida reklambroschyr. I samma broschyr fick man veta att ”fullt friska personer, som av någon anledning känna sig trötta eller i behov av rekreation […] äro välkomna”, däremot ”sinnessjuka eller tuberkulösa patienter mottagas icke”. I publikationen Stockholms förstäder och villasamhällen från 1911 betonades ”att där finns absolut tysta rum, där så väl väggar som golf och tak äro af sten”.
Från och med 1924 var läkaren och radiologen Gösta Forssell styrelsens ordförande. Vid den tiden kostade en veckas helpension 10-19 kronor per dag och person ”beroende på rummets läge och beskaffenhet”. I priset ingick rum, läkararvode, all betjäning och mat som bestod av frukost, lunch, middag och aftonthé. Man skulle absolut inte betala några drickspengar. Allt var ”exakt fixerad till underlättande av gästernas kostnadskalkyler”.

### Historiska interiörbilder

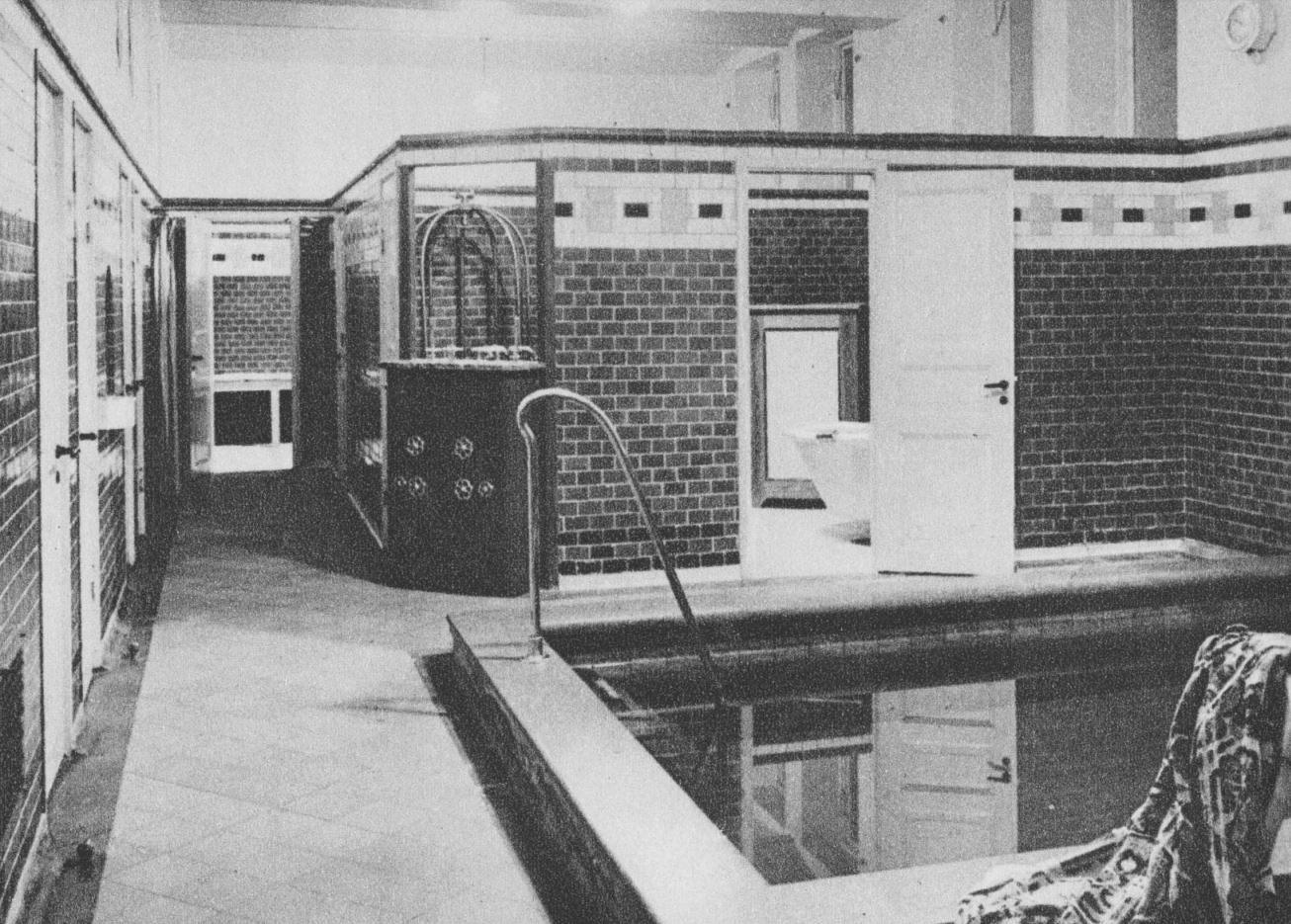
Badavdelningen
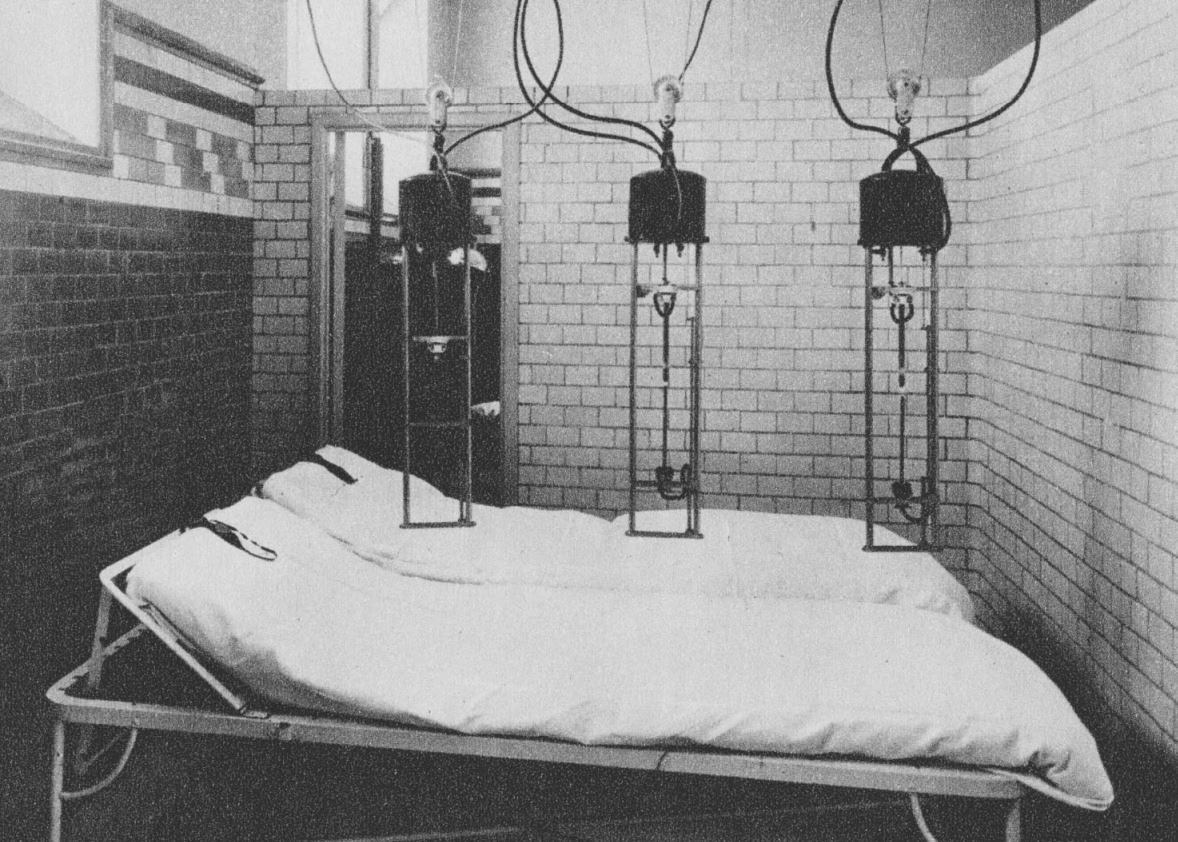
Ljusbehandlingsrum
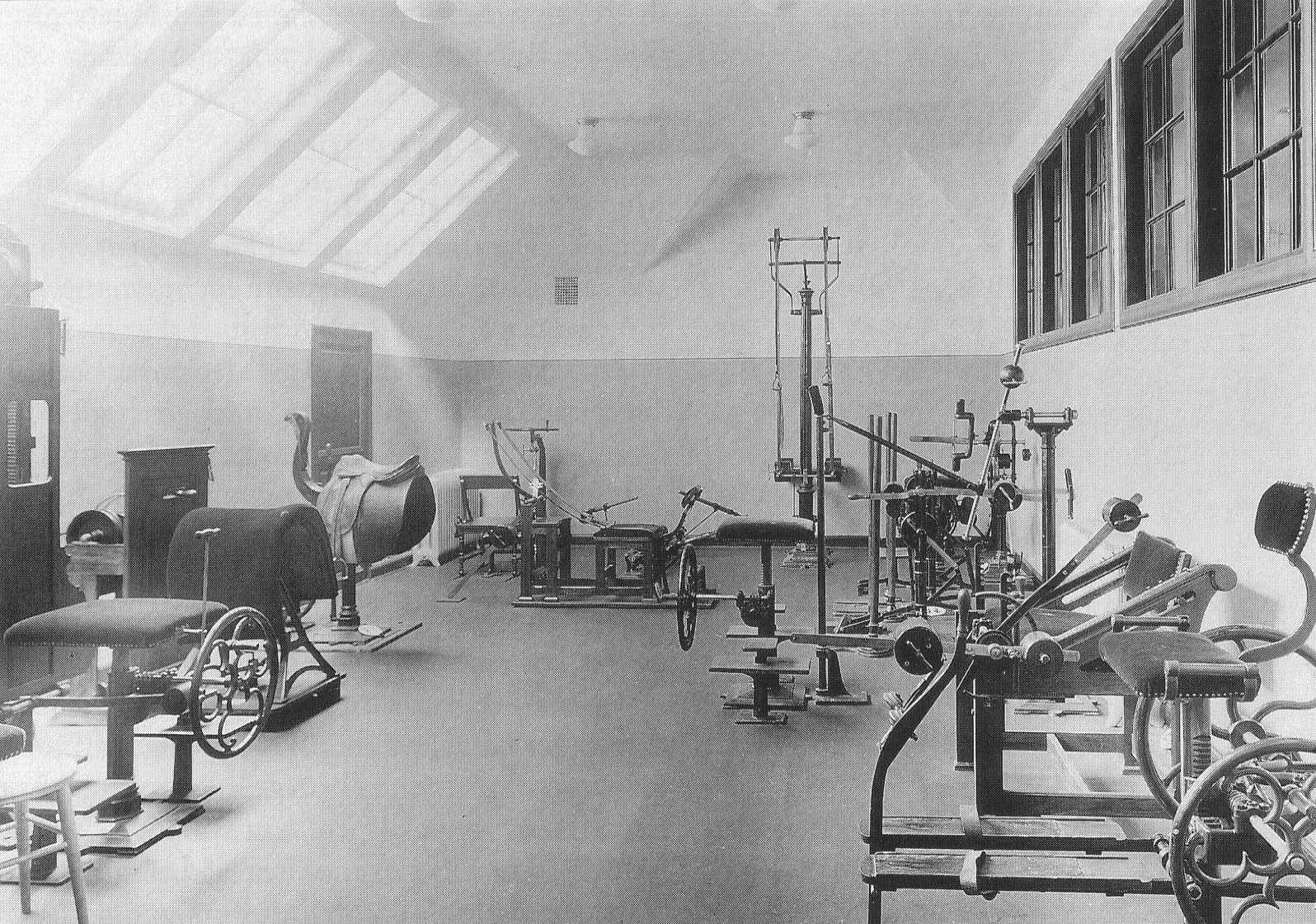
Gymnastikrum
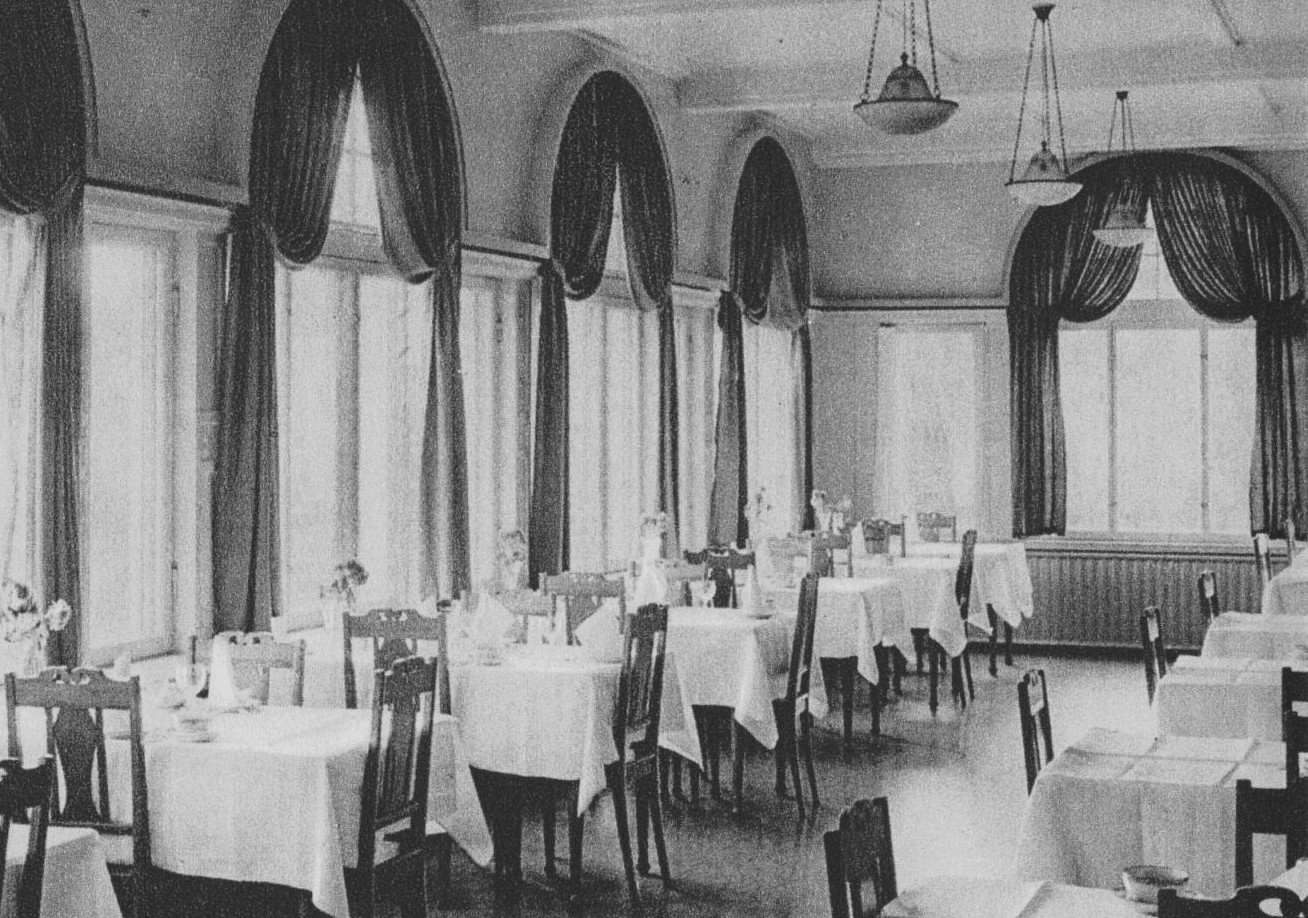
Matsal
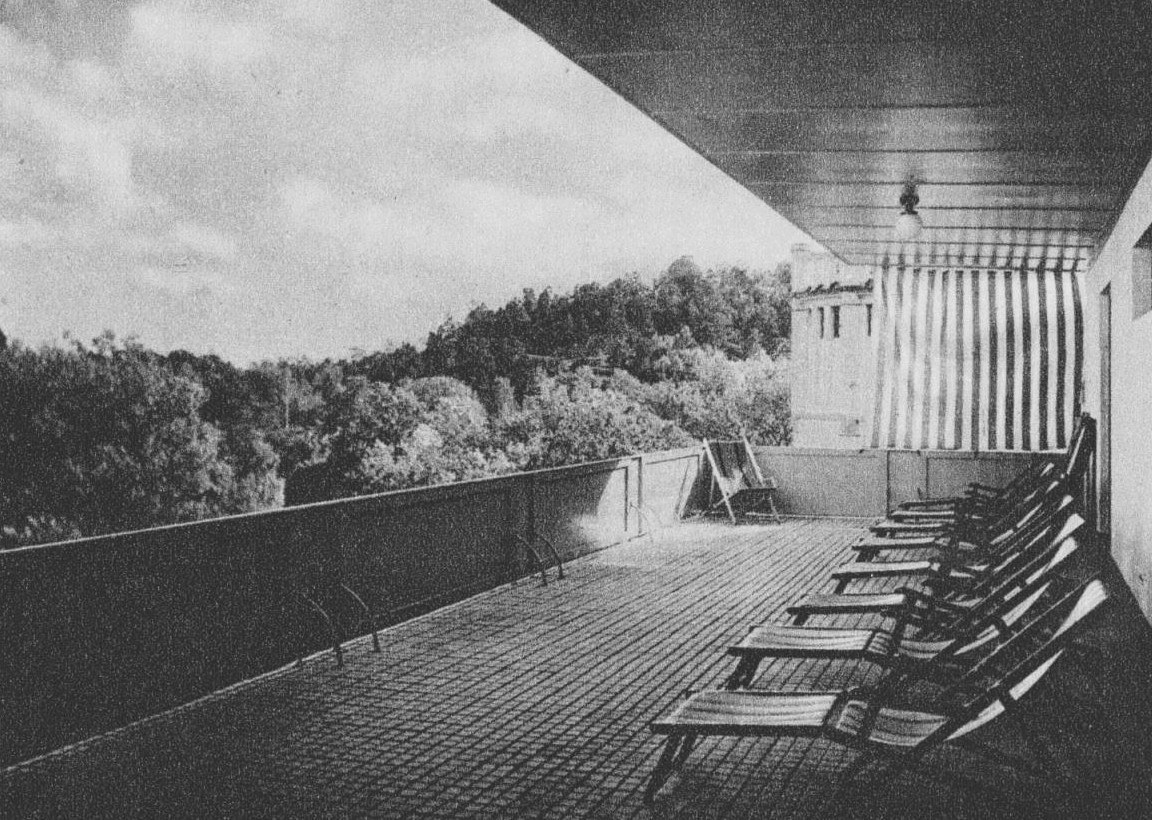
Solveranda

## Saltsjöbadens sjukhus
Badhotellet förvärvades 1957 av Stockholms läns landsting, som lät bygga om och modernisera anläggningen vilken därefter kom att kallas Saltsjöbadens sjukhus. Bland annat förlängdes flygelbyggnaden ytterligare varvid den så kallad "Doktorsvillan" revs (se Villan Hvilan). Fram till 1994 drevs sjukhuset i landstingets regi. Därefter bildades det privatägda Saltsjöbadens sjukhus AB, ett sjukhem för rehabilitering och eftervård av vuxna. På sjukhustomten lät företaget även uppföra fyra ”flerbostadsvillor” som innehåller senior- och vårdbostäder och som utformades av Ulf Gillberg Arkitektkontor. På sjukhustomten står även torpet Rösunda från 1700-talet, som är en av Saltsjöbadens äldsta bevarade byggnader och q-märkt i gällande stadsplan.
I dag är delar av sjukhuset privatägda och anlitas av kommun och landsting. Här bedrivs vård av personer med behov av omvårdnad och service samt äldre personer med demenssjukdom. I ursprungsbyggnaden från 1903 har Victoriakliniken sedan år 2000 sina lokaler. Kliniken är specialiserad på estetisk och rekonstruktiv plastikkirurgi med 13 sängplatser, operationssalarna ligger i de båda tornrummen. Övriga delar av sjukhuskomplexet är ombyggda till bostadsrätter för privat bruk.

### Nutida bilder

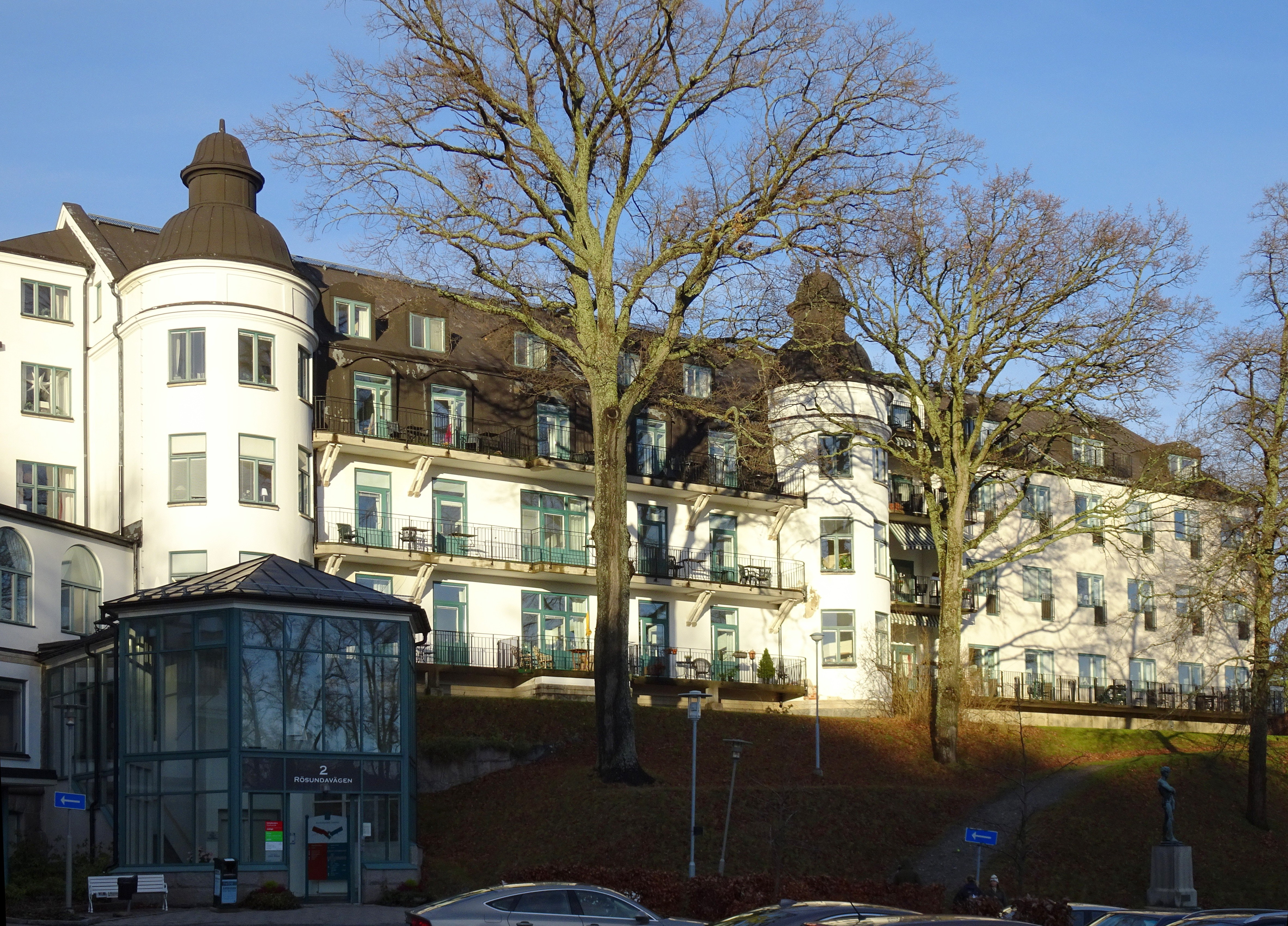
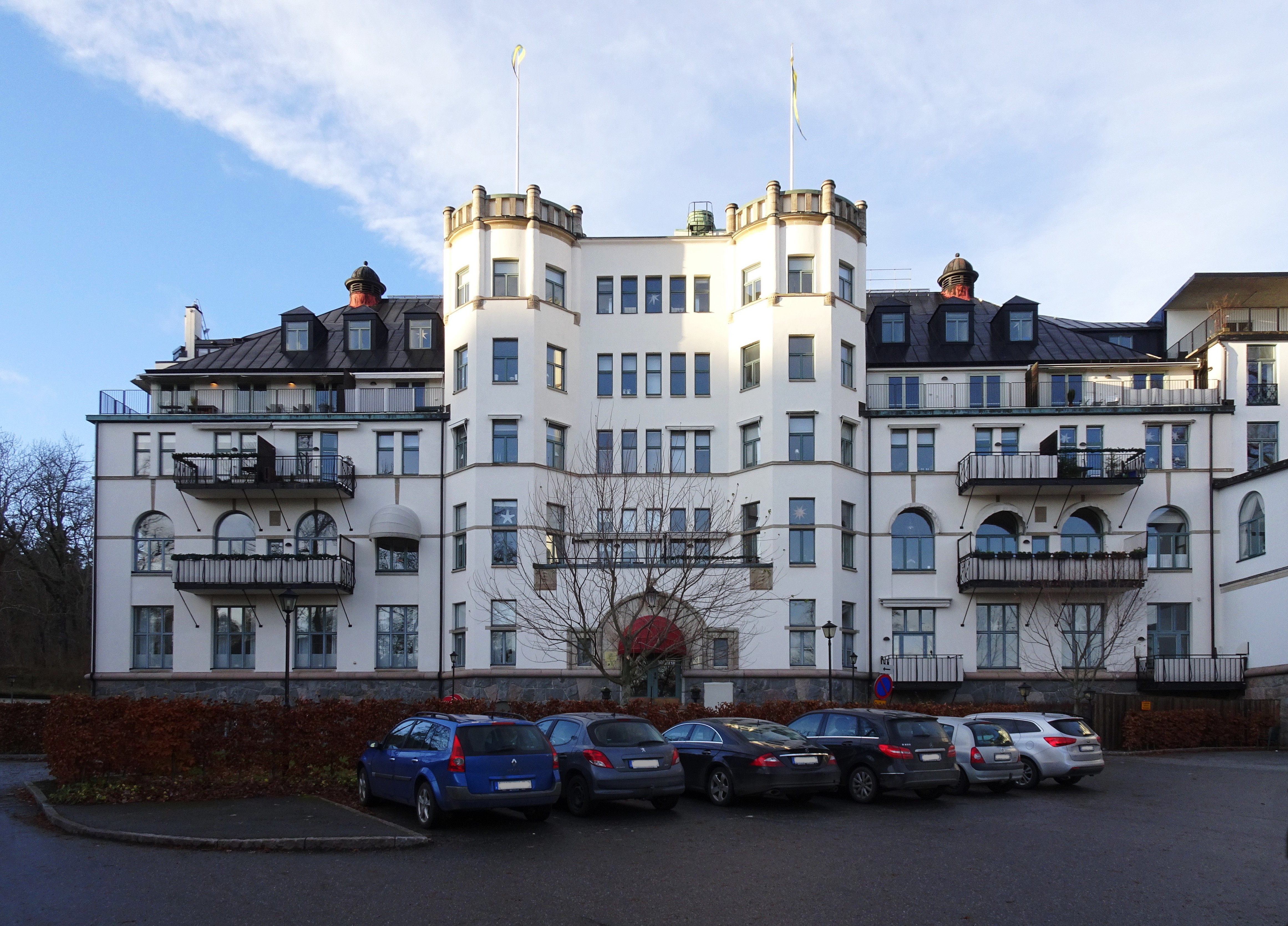
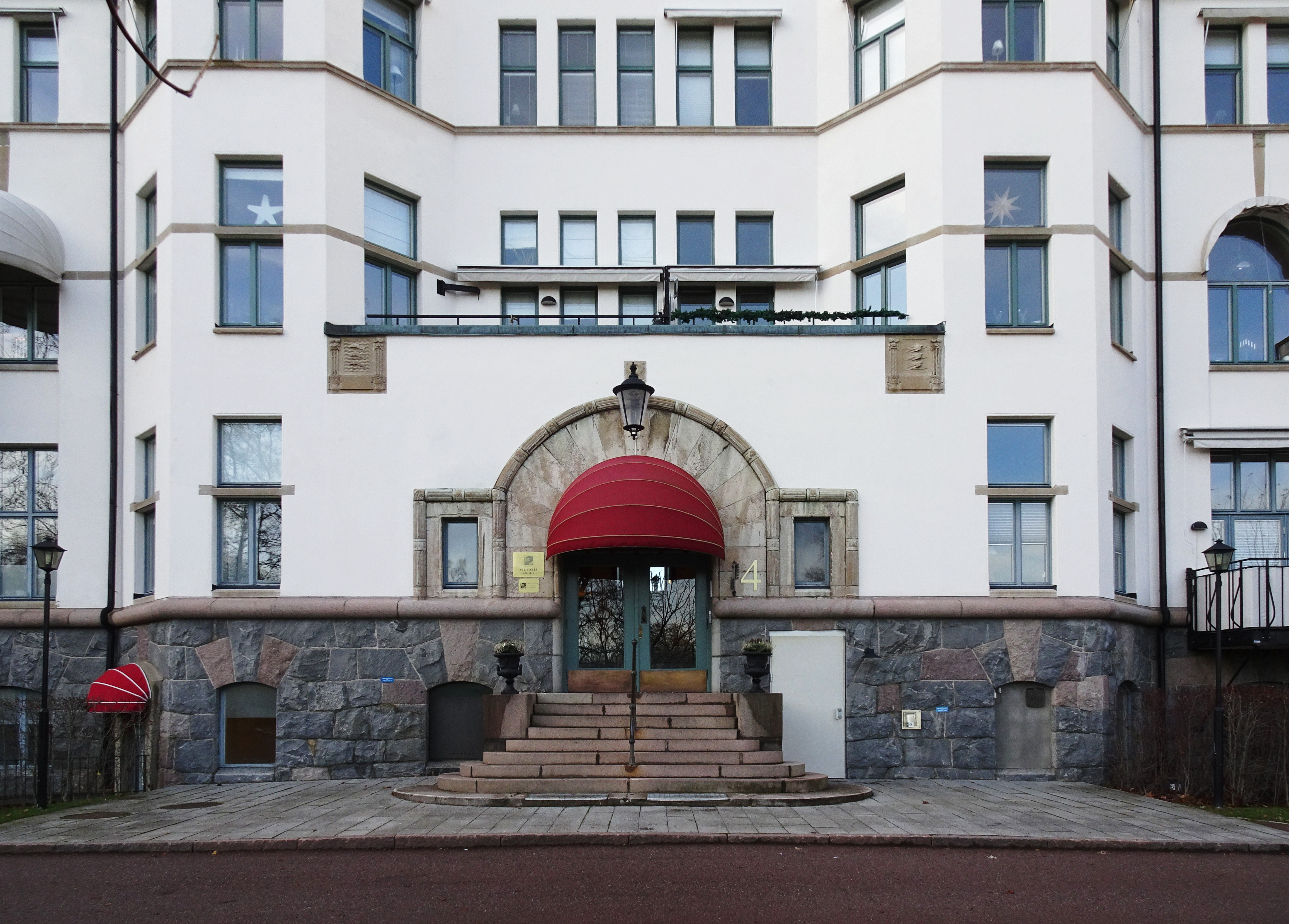
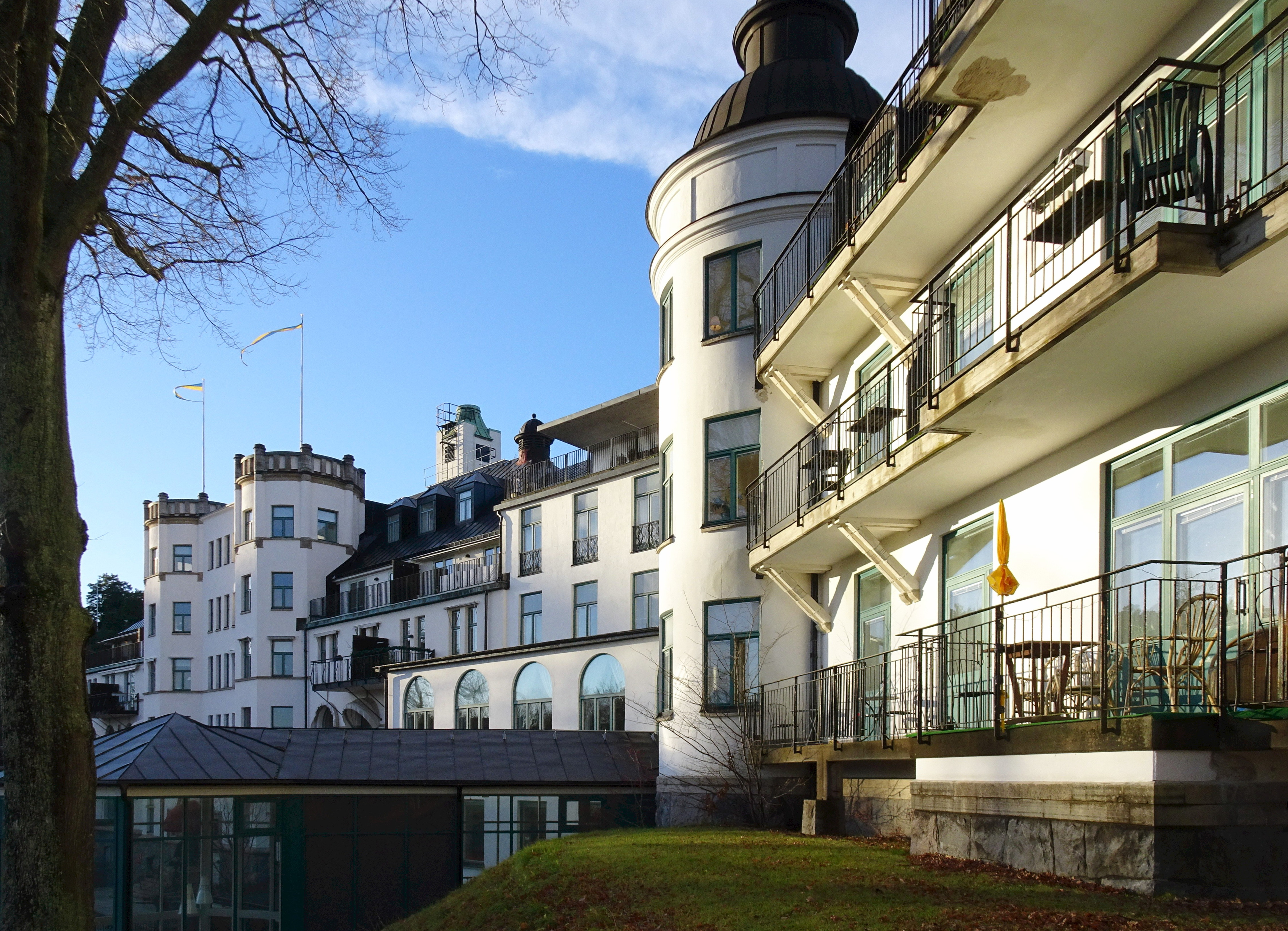
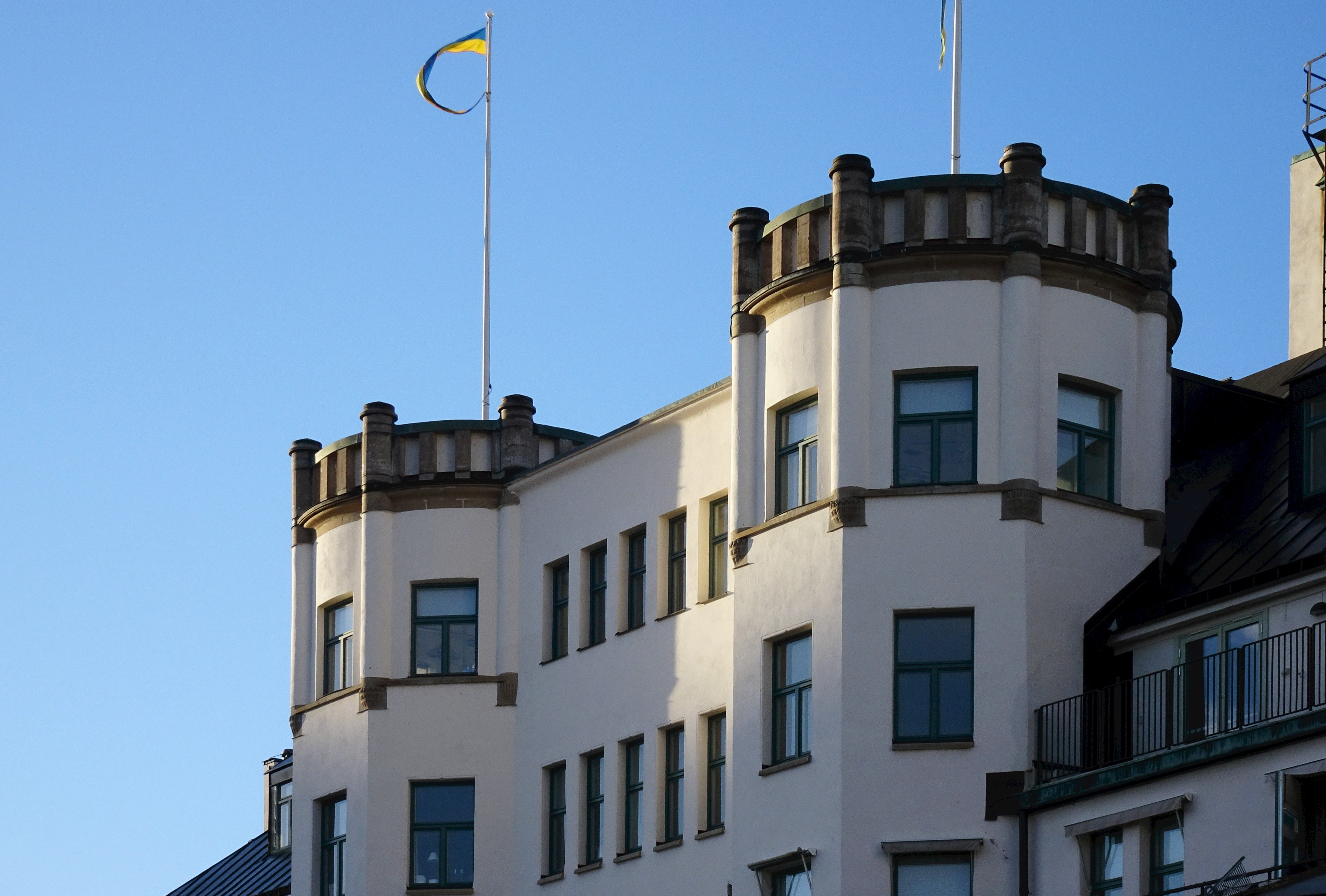